# Vikinga Seiður
Vikinga Seiður è il primo album in studio del gruppo folk danese, Krauka.

## Tracce
1. Rune – 0:25
2. Krummi – 2:15
3. Fæ – 2:14
4. Valravnen – 3:03
5. Husdyrene & konvulsionslåten – 2:16
6. Selje – 1:58
7. Egils Digt – 2:58
8. Vejen til Vinland – 4:01
9. Månen – 2:38
10. Moder min – 2:19
11. Sigurdkvadet – 3:34
12. Lokes dans – 1:27
13. Vatnsdælingavisa – 2:31
14. Forarssång – 1:52
15. Brudemarch – 2:46
16. Nu skal vi danse
17. Islandsk Drikkekvad – 1:46
18. Islandsk drikkevad – 1:57
19. Fæ dør – 0:20
20. Sigurd (remix) – 3:52

## Formazione
- Aksel Striim - lira, ciaramella, flauti, voce
- Gudjon Rudolf - voce, scacciapensieri, percussioni
- Jens Villy Pedersen - lira, percussioni, flauti, voce
- Søren Zederkof - basso